# Peteca
La peteca (del idioma tupí petek o idioma guaraní petez, que significan golpear con la mano abierta) es un deporte de equipo que se juega en una cancha similar a la de voleibol, pero golpeando con la mano un volante similar al usado en el bádminton.
El objetivo del juego es golpear la pelota enviándola al campo contrario por encima de la red, para que caiga dentro del campo del rival, evitando que la pelota caiga en el propio. Cada equipo dispone de un único toque para pasar la pelota al lado contrario.
La pelota, también llamada peteca, es puesta en juego a través de un saque con la mano, en la cual el jugador golpea la bola para que pase por encima de la red hacia el lado del equipo contrario. El juego continúa hasta que la pelota toque el suelo, el cuerpo de algún jugador (solo se permite el contacto con los brazos, hasta el codo), o hasta que salga del campo o un equipo falle al devolverla al lado contrario.

## Historia

### Origen
La palabra peteca es un término portugués originario de Brasil, que procede de palabras antiguas indígenas como petek en idioma tupí o petez en idioma guaraní, y que significan golpear con la mano abierta.
La peteca era una actividad recreativa que practicaban los indígenas nativos brasileños incluso antes de la llegada de los portugueses. Los indígenas utilizaban una pelota que era construida con hojas de plantas, o un pequeño saco de cuero relleno de tierra o arena, al que unían unas plumas.
Este juego, como muchas otras actividades físicas, nació y creció como un juego popular, una diversión al aire libre, para jugar y recrearse. Aunque, como ocurre con muchos de los juegos populares antiguos, es muy difícil averiguar con precisión su fecha de origen primitiva.
Sus características son similares a las del juego jianzi que se inventó en China en el siglo V a. C., con la diferencia de que este se juega con los pies y otras partes del cuerpo excepto los brazos.

### Expansión
Los brasileños acudieron por primera vez a los Juegos Olímpicos en la edición de Bélgica en 1920, y llevaron petecas para realizar los ejercicios de calentamiento. Numerosos atletas de otras delegaciones se interesaron en la práctica de la peteca y José María Castelo Branco, jefe de la delegación brasileña, se sintió avergonzado por las repetidas peticiones de normas formuladas por los atletas y técnicos finlandeses. Entonces se le correspondió al estado brasileño de Minas Gerais la misión de darle un sentido competitivo al deporte, y se realizaron los juegos internos de los clubes pioneros de Belo Horizonte en la década de 1940.
El profesor de educación física alemán Karl Hans Krohn importó de Brasil la idea del juego de la peteca hasta Alemania en 1936. Krohn desarrolló la peteca a su forma actual como un juego de equipo. Para denominar al juego, Krohn creó una nueva palabra; “indiaca”, formada de la conjunción del término alemán indianer (que significa indígena) con el término portugués peteca. El uso de este término se estableció fuera de Brasil en Asia y Europa.

### Organización
En 1973 se crearon las reglas de la peteca, y posteriormente el 14 de junio de 1975 se fundó en Minas Gerais la Federación Mineira de Peteca (FEMPE), como resultado de la demanda de la práctica del juego, y a la vista del gran número de practicantes en ese momento.
En 1978, se editó el folleto “Vamos a Jugar Peteca” (vamos a jugar peteca) publicado por los técnicos del Centro Cultural y del Grupo Ejecutivo de la Campaña “Deporte Para Todos” (GECET) del Ministerio de Educación de Brasil, y posteriormente la Secretaría de Educación Física y Deporte del Ministerio realizó una campaña de difusión de la práctica de la peteca en todo el territorio brasileño.
El juego de la peteca fue declarado oficialmente como deporte por el Consejo Nacional de Deporte (CND) de Brasil en agosto de 1985, en Brasilia. El 1 de abril de 1986, se nombró al desportista Walter José dos Santos, como director del Departamento de Peteca, con la misión de codificar las reglas y reglamentos. En 1987 se realizó el primer campeonato brasileño de peteca. Con el auge del deporte y su expansión por todo Brasil surgieron distintas federaciones en los estados brasileños, y posteriormente el 12 de agosto de 2000 fue creada la Confederación Brasileña de Peteca (CBP).

## Reglamento
Las siguientes reglas de juego están estipuladas en los reglamentos oficiales vigentes, aprobados por la CBP en 2013.

### Área de juego
El área de juego debe ser una zona rectangular de 15 metros de largo y 7,5 metros de ancho para partidos por parejas o 5 metros de ancho para partidos individuales.
La zona de juego debe estar delimitada por líneas visibles en el suelo de 5 centímetros de ancho. Estas líneas se deben dibujar en el interior de las dimensiones de la zona de juego. Una línea central divide el campo en dos mitades, una por equipo. La zona de saque se encuentra detrás de la línea de fondo, fuera del campo de juego y a lo largo de todo su ancho.

### La red
Por encima de la línea central se coloca la red vertical que divide el campo.
La altura superior de la red depende de la edad y del sexo de los participantes, siendo 243 centímetros para la categoría masculina y 224 centímetros para las categorías femenina e infantil (hasta 12 años) de cualquier sexo.
Esta altura debe medirse desde el centro, y no se debe exceder en sus extremos por más de dos centímetros.
La red debe medir al menos 780 centímetros de largo por 60 centímetros, y su malla de enredado debe ser de cuadrados de 4 centímetros. El canto superior será de 5 centímetros de ancho.
Dos líneas verticales deben coincidir con los bordes laterales que delimitan el campo de juego, y otras dos antenas deben sobrepasar la altura de la red en 80 centímetros, marcadas en tramos de diferente color a cada 10 centímetros.
Para las competiciones oficiales, los postes que sujetan la red deben estar separados del campo de juego al menos 50 centímetros.

### La pelota
La base está formada por discos de goma montados en capas superpuestas, con un diámetro de entre 5 y 5,2 centímetros, y su altura total debe ser de 20 centímetros incluyendo las cuatro plumas. Las plumas deben estar montadas paralelamente formando un cuadrado. El peso total de la pelota debe estar entre 40 y 42 gramos.

### Equipos
Los partidos se juegan en parejas con un jugador suplente o por equipos de un único jugador.

#### Categorías
| Categorías  | Masculina              | Femenina               |
| ----------- | ---------------------- | ---------------------- |
| Alevín      | Hasta 12 años          | Hasta 12 años          |
| Infantil I  | De 13 a 14 años        | De 13 a 14 años        |
| Infantil II | De 15 a 16 años        | De 15 a 16 años        |
| Juvenil     | De 17 a 20 años        | De 17 a 20 años        |
| Adulto      | De 21 a 29 años        | De 21 a 29 años        |
| Sénior      | De 30 a 39 años        | De 30 a 39 años        |
| Máster I    | De 40 a 49 años        | De 40 a 49 años        |
| Máster II   | De 50 a 57 años        | De 50 años en adelante |
| Máster III  | De 58 a 63 años        |                        |
| Máster IV   | De 64 años en adelante |                        |

### Sistema de juego
Los partidos se juegan al mejor de tres sets, ganando el equipo que gane dos.
Los dos primeros sets se juegan con el sistema de ventaja de saque y se terminan a los 16 minutos cronometrados de pelota en juego o al alcanzar alguno de los equipos los doce puntos.
Gana el equipo que logre los 12 puntos, o que tenga más puntos transcurrido el tiempo.
En caso de empate y fin del tiempo, se realizan turnos de saque alternativos hasta que alguno de los equipos anote el primer punto, logrando la victoria del set.
En caso de empate a un set se disputará el tie-break o tercer set.
En este último set no hay límite de tiempo y gana el equipo que tenga al menos 12 puntos con diferencia de 2 sobre el rival.
El tercer set se juega a punto corrido, es decir el equipo que saca dispone del tiempo de ventaja de saque para anotar el punto o en caso contrario pierde un punto y el saque.

#### Ventaja de saque
El equipo que saca dispone de 24 segundos para completar el turno de juego desde el momento del saque.
En los dos primeros sets, durante el tiempo de ventaja el equipo que saca no pierde punto por el fallo, sino que solamente pierde el derecho de saque.
En el tercer set, el equipo que saca pierde punto por fallo o transcurridos los 24 segundos.

#### Faltas
Durante el juego se considera falta cuando:
- Un equipo usa más de un golpe para pasar la pelota al campo contrario.
- Más de un jugador del mismo equipo toca la pelota al mismo tiempo.
- Un jugador toca la pelota más de una vez consecutiva.
- Un jugador usa ambas manos para controlar la pelota, o cualquier otra zona del cuerpo que no sean manos.
- Un jugador sujeta, atrapa o arrastra la pelota con la mano.
- Un jugador toca la red.
- Un jugador invade el campo contrario, incluso si es por encima o por debajo de la red.
- Un jugador efectúa un saque fuera de la zona de saque correspondiente.
- La pelota cruza al lado opuesto fuera de la zona superior delimitada por la red y las antenas o su prolongación imaginaria.
- La pelota no alcanza el lado contrario en un saque con un solo golpe.
- La pelota cae fuera del campo del juego del adversario en un ataque.

#### Interrupciones
En los dos primeros sets se realiza el cambio de lado del campo al llegar a 6 puntos o a 12 minutos de juego.
En el tercer set se realiza al llegar a los 6 puntos al no haber límite de tiempo.
En todos los intercambios de campo se realiza un descanso técnico de un minuto.
Cada equipo puede solicitar hasta dos tiempos muertos de un minuto por cada set.
Entre dos sets se hace un descanso de tres minutos antes de la reanudación del partido.
El número de sustituciones en partidos por parejas es ilimitado, pero deben ser autorizadas previamente por el árbitro.

#### Tarjetas
El árbitro dispone de tarjetas de colores para notificar a los jugadores las sanciones:
- Tarjeta amarilla de advertencia: cuando muestra el primer aviso por conducta irregular.
- Tarjeta roja de expulsión del partido: el sancionado debe abandonar el área de juego, el banquillo y la zona de calentamiento.

## Variaciones y similitudes
- Bádminton, deporte similar que se juega con raquetas.
- Jian zi, deporte similar que se juega sin usar ni las manos ni los brazos.
- Voleibol, deporte similar que se juega con un balón esférico.
- Indiaca, deporte similar basado en la peteca que se juega en equipos de cinco jugadores.[13]
- Tobdaé, juego tradicional de los xavantes que se juega sin cancha, uno contra uno y con tres pelotas cada jugador. El objetivo del juego es alcanzar al rival con la pelota.[14]
- Mangá, juego tradicional guaraní basado en el tobdaé pero con pelotas creadas con hojas de maíz.[14]
- Yó, juego tradicional guaraní con una pelota creada con plumas y media mazorca de maíz, donde gana el jugador que consiga jugarlo desde más lejos.[14]
- Queimada, juego brasileño basado en el tobdaé que se juega por equipos.[15]
- Quemal, juego tradicional zuñi en que pierde al que le caiga el volante.[16]